# Laccobius hintoni
Laccobius hintoni är en skalbaggsart som beskrevs av Armand D'Orchymont 1942. Laccobius hintoni ingår i släktet Laccobius och familjen palpbaggar. Inga underarter finns listade i Catalogue of Life.